# Степне газоконденсатне родовище
Степне газоконденсатне родовище — належить до Руденківсько-Пролетарського нафтогазоносного району Східного нафтогазоносного регіону України.

## Опис
Розташоване в Полтавській області на відстані 20 км від смт Машівка.
Знаходиться в центральній частині південної прибортової зони Дніпровсько-Донецької западини в межах півн. схилу Нехворощанського виступу.
Структура виявлена в 1971-74 рр. і являє собою поховану під товщею середнього карбону брахіантикліналь субширотного простягання на півн. крилі Руденківсько-Новомиколаївського підняття. Перший промисл. приплив газу отримано з газових покладів серпуховського ярусу з інт. 1895—1899 м у 1980 р.
Поклади пластові, склепінчасті, тектонічно екрановані та літологічно обмежені.
Експлуатується з 1985 р. Колектори — пісковики. Режим покладів газовий. Запаси початкові видобувні категорій А+В+С1: газу — 2912 млн. м3; конденсату — 102 тис. т.